# Nendoglasögonfågel
Nendoglasögonfågel (Zosterops sanctaecrucis) är en fågel i familjen glasögonfåglar inom ordningen tättingar.

## Utseende och läte
Nendoglasögonfågeln är en 12,5 cm lång tätting. Fjäderdräkten är övervägande matt olivgrön ovan, med ett brett sotfärgat område på tygeln och runt ögat. Ving- och stjärtpennor är svartbruna med rätt bjärt olivgröna breda kanter. Undersidan är gröngul, mot mitten av buken och undergumpen mer gulaktig. Ögat är brunt, benen blågrå och näbben svart med gult längst in. Sången beskrivs som en fylling och melodisk serie, med en skuggsång av en stammande serie korta toner. Lätet är en mörk och nasal drill.

## Utbredning och systematik
Fågeln förekommer enbart på ön Nendo i Santa Cruzöarna, Salomonöarna. Den behandlas som monotypisk, det vill säga att den inte delas in i några underarter.

## Levnadssätt
Arten hittas i buskmarker, trädgårdar, skog, skogsbryn och ungskog. Det saknas kunskap om både dess föda och häckningsbiologi.

## Status
Nendoglasögonfågeln har ett mycket begränsat utbredningsområde och beståndsutvecklingen är okänd. Den beskrivs dock som vanligt förekommande. Internationella naturvårdsunionen IUCN kategoriserar arten som livskraftig.

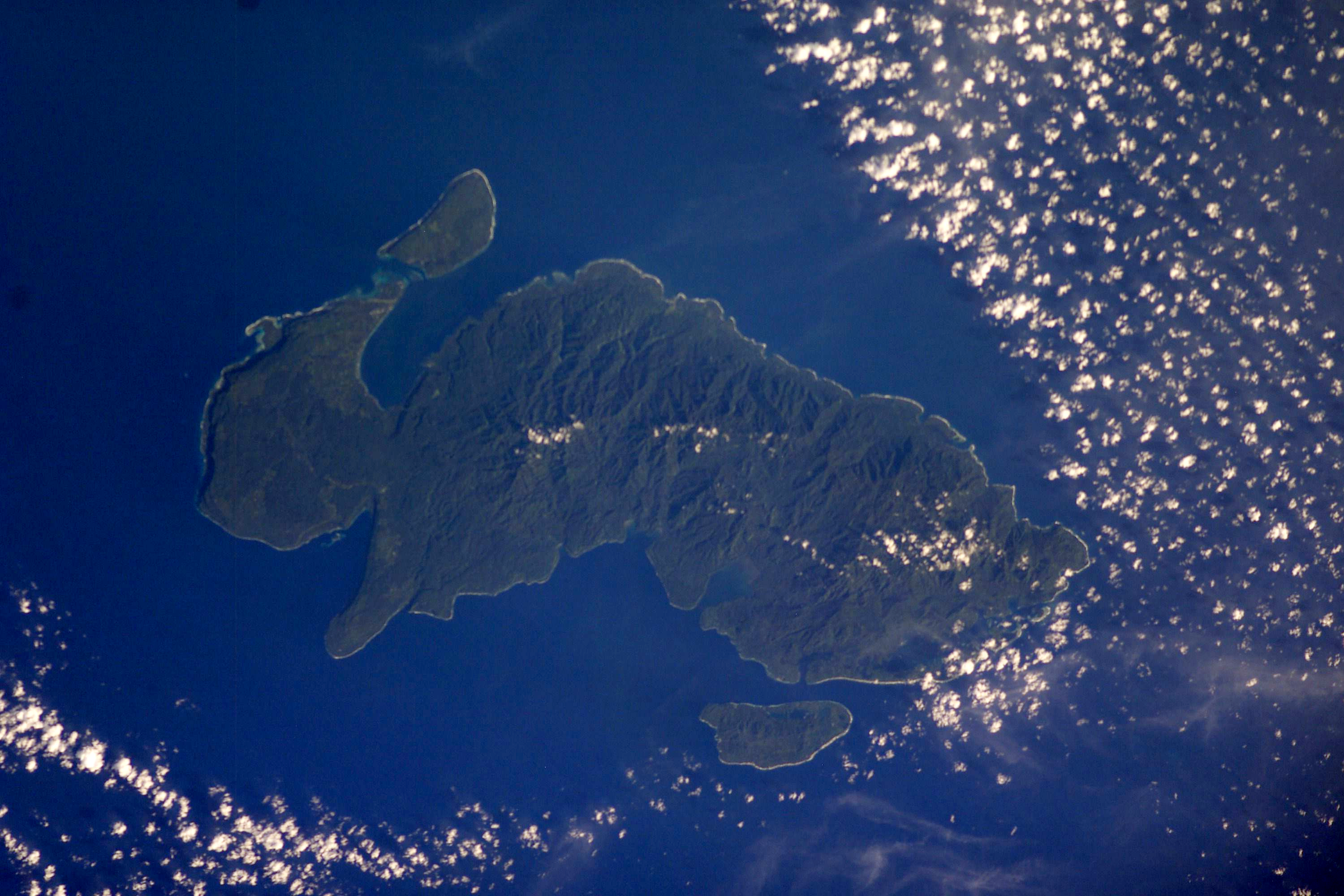
Nendo fotograferad från rymden.